# Gerardo Flores
Gerardo Flores Zúñiga (Xochitepec, Morelos, 1986. február 5. –) egy mexikói válogatott labdarúgó, aki jelenleg a Cruz Azulban játszik védőként.

## Pályafutása

### Klubcsapatokban
Az első osztályú bajnokságban először 2007. február 17-én lépett pályára, amikor csapata, a Rayados de Monterrey egy 2–2-es döntetlent ért el a Necaxa ellen, majd még ugyanebben az évben a guadalajarai Atlashoz igazolt, ahová 2011-ig tartott a szerződése, de eközben 2009-től 2010-ig a Tuxtla Gutiérrez-i Chiapas FC (Jaguares) játékosa is volt kölcsönben. 2011-től a mexikóvárosi Cruz Azulban szerepel.

### A válogatottban
A válogatottban először 2013 áprilisában szerepelt egy Peru elleni barátságos mérkőzésen, majd tagja volt a konföderációs kupán szereplő válogatottnak is. Ezt követően sokáig nem hívták be, de 2015-ben visszatért.

#### Mérkőzései a válogatottban
| Mexikó | Mexikó            | Mexikó                                        | Mexikó           | Mexikó   | Mexikó      | Mexikó                         | Mexikó | Mexikó  |
| #      | Dátum             | Helyszín                                      | Hazai            | Eredmény | Vendég      | Kiírás                         | Gólok  | Esemény |
| ------ | ----------------- | --------------------------------------------- | ---------------- | -------- | ----------- | ------------------------------ | ------ | ------- |
| 1.     | 2013. április 17. | San Francisco, Candlestick Park               | Mexikó           | 0 – 0    | Peru        | barátságos                     | 0      | 35'     |
| 2.     | 2013. május 31.   | Houston, Reliant Stadium                      | Mexikó           | 2 – 2    | Nigéria     | barátságos                     | 0      | 45'     |
| 3.     | 2013. június 4.   | Kingston, Independence Park                   | Jamaica          | 0 – 1    | Mexikó      | vb-selejtező                   | 0      | 59'     |
| 4.     | 2013. június 7.   | Panamaváros, Estadio Rommel Fernández         | Panama           | 0 – 0    | Mexikó      | vb-selejtező                   | 0      | 73' 85' |
| 5.     | 2013. június 11.  | Mexikóváros, Estadio Azteca                   | Mexikó           | 0 – 0    | Costa Rica  | vb-selejtező                   | 0      |         |
| 6.     | 2013. június 16.  | Rio de Janeiro, Maracanã Stadion              | Mexikó           | 1 – 2    | Olaszország | konföderációs kupa, csoportkör | 0      |         |
| 7.     | 2013. június 19.  | Fortaleza, Estádio Castelão                   | Brazília         | 2 – 0    | Mexikó      | konföderációs kupa, csoportkör | 0      | 57'     |
| 8.     | 2015. április 15. | San Antonio, Alamodome                        | Egyesült Államok | 2 – 0    | Mexikó      | barátságos                     | 0      | 77'     |
| 9.     | 2015. május 30.   | Tuxtla Gutiérrez, Estadio Víctor Manuel Reyna | Mexikó           | 3 – 0    | Guatemala   | barátságos                     | 0      | 66'     |
| 10.    | 2015. június 3.   | Lima, Estadio Nacional                        | Peru             | 1 – 1    | Mexikó      | barátságos                     | 0      |         |
| 11.    | 2015. június 7.   | São Paulo, Allianz Parque                     | Brazília         | 2 – 0    | Mexikó      | barátságos                     | 0      | 46'     |
| 12.    | 2015. június 12.  | Viña del Mar, Estadio Sausalito               | Mexikó           | 0 – 0    | Bolívia     | Copa América, csoportkör       | 0      | 89'     |
| 13.    | 2015. június 15.  | Santiago, Estadio Nacional de Chile           | Chile            | 3 – 3    | Mexikó      | Copa América, csoportkör       | 0      |         |
| 14.    | 2015. június 19.  | Rancagua, Estadio El Teniente                 | Mexikó           | 1 – 2    | Ecuador     | Copa América, csoportkör       | 0      |         |
| 15.    | 2016. február 10. | Miami, Marlins Park                           | Mexikó           | 2 – 0    | Szenegál    | barátságos                     | 0      | 67'     |
|        | Összesen          |                                               |                  | 15       | mérkőzés    |                                | 0      | gól     |